# Dietrich Friedrich von Holstein
Elias Lüder Dietrich Friedrich von Holstein, auch Diedrich Friedrich von Holstein (* 9. Juli 1758 in Klein Luckow bei Güstrow; † 20. März 1840 in Güstrow) war ein deutscher Offizier.

## Leben
Dietrich Friedrich von Holstein entstammte dem norddeutsch-dänischen Adelsgeschlecht von Holstein. Erster Stammsitz war das Schloss Ankershagen bei Waren. 
Er wurde als Sohn des Cuno Hans von Holstein (* 21. Juni 1710; † 26. Dezember 1737) und dessen Ehefrau Dorothea Ilsabe (* 25. Oktober 1717, † unbekannt), geborene von Engel, geboren. Zunächst erhielt er Privatunterricht durch Hauslehrer und kam dann als Page nach Schwerin an den Hof von Friedrich Franz I.
1778 wurde er Kornett bei den mecklenburgischen Husaren in Ludwigslust und am 3. November 1780 zum Offizier ernannt. Er wurde Premierleutnant im Grenadierbataillon "Erbprinz" in Ludwigslust. Am 4. Juni 1788 erhielt er das Patent zum Stabskapitän und am 1. Oktober 1790 erfolgte die Beförderung zum wirklichen Kapitän und Kompaniechef im Infanterieregiment in Schwerin. 1796 wurde er als Kompaniechef zum Grenadier-Regiment "Winter" unter Führung von Oberst Leopold Winter nach Güstrow versetzt. Am 1. April 1804 erfolgte die Beförderung zum Major beim Grenadierregiment "von Hobe" unter Führung von Oberst von Hobe, der mit seinem Regiment an der Bekämpfung der Güstrower "Butterrevolution" 1800 beteiligt war. 
1808 trat Friedrich Franz I. dem Rheinbund bei; Dietrich Friedrich von Holstein erhielt das Kommando der Mecklenburgischen Infanteriebrigade mit gleichzeitiger Beförderung zum Oberst. 1809 trat er in Pension.
Am 6. Juni 1810 wurde er zum Stadtkommandanten von Güstrow berufen und verfügte über eine Garnison mit 70 Soldaten.
Ab 1815 redigierte er das Register für das Großherzoglich-Mecklenburg-Schwerinsche Wochenblatt. 1822 veröffentlichte er ein Gesamtregister für die Jahrgänge 1812 bis 1821.
Er heiratete am 15. Mai 1793 in Woserin Lovisa von Pritzbuer (* 19. Mai 1768 in Woserin; † 28. Mai 1853 in Güstrow), eine Tochter von Friedrich von Pritzbuer (1735–1807), mecklenburgischer Kammerjunker, Landrat und Herr auf Dinnies, Grambow, Lansen, Schwarzenhof und Woserin und dessen Ehefrau Dorothea Elisabeth (1745–1811), geborene von  Manstein.